# BSG Aktivist Karl Marx Zwickau
BSG Aktivist Karl Marx Zwickau was een Duitse voetbalclub uit de stad Zwickau, Saksen.

## Geschiedenis
De club werd in 1949 opgericht. De spelers van SG Zwickau-Mitte, voor de oorlog bekend als Zwickauer SC, wisselden om naar de nieuwe club die BSG Aktivist Steinkohle Zwickau ging heten. In 1950 werd de club versterkt door spelers van SG Planitz die zich bij de club aansloten. In 1951 werd de naam BSG Aktivist Karl Marx Zwickau. Tot dat jaar speelde de club in de Landesliga tot deze ontbonden werd en vervangen door de Bezirksliga Karl-Marx-Stadt, de derde klasse. Vanaf 1955 werd de II. DDR-Liga de derde klasse. In 1957 promoveerde de club naar de derde klasse. Al in het eerste seizoen werd de club vicekampioen achter Dynamo Dresden. In 1962 eindigde de club samen met Motor West Karl-Marx-Stadt en Motor Bautzen op de eerste plaats en promoveerde door een beter doelsaldo.
De club speelde tot 1968 in de DDR-Liga en eindigde steeds in de middenmoot. Hierna werd de club ontbonden. De voetbalafdeling sloot zich aan bij Motor Zwickau en werd zo BSG Sachsenring Zwickau. De spelers van Aktivist gingen voor het tweede elftal van Sachsenring spelen en zij verbleven nog tot 1976 in de DDR-Liga.